# Félix Pruvot
Pour les articles homonymes, voir Pruvot.
Félix Pruvot, né le 6 avril 1980 à Abidjan (Côte d'Ivoire), a été membre de l'équipe de France de voile olympique jusqu'en 2011. Présent à partir de 1998 sur le circuit international de Laser. Il a participé aux Jeux olympiques d'été de 2004 à Athènes au cours desquels il a remporté 2 manches dont la dernière. Début 2005, il obtient son meilleur classement mondial ISAF à la place de 6e.

## Palmarès

### Jeux olympiques
- 15e aux Jeux olympiques d'été de 2004 à Athènes

### Championnat du monde
- 17e du championnat du monde de Laser en 2010 (Hayling Island, Great Britain)
- 17e du championnat du monde de Laser en 2008 (Terrigal, Australia)
- 13e du championnat du monde de Laser en 2007 (Cascais, Portugal)
- 10e du championnat du monde de Laser en 2005 (Fortalezza, Brasil)

### Championnat d'Europe
- 8e au championnat d'Europe de Laser en 2006 (Gdynia Poland)